# Hercule affrontant le lion de Némée
Hercule affrontant le lion de Némée est une œuvre du peintre Francisco de Zurbarán, réalisée en 1634, conservée au musée du Prado.

## Description
Le tableau représente Hercule. Peint de côté, il affronte le Lion de Némée. Le critique d'art espagnol Soria propose une comparaison avec une gravure de Cornelis Cort d'un tableau de Frans Floris pour la posture du héros. Le décor pierreux vient d'une gravure de Barthel Beham : La Lutte contre le centaure (1542).
Hercule affrontant le lion de Némée fait partie d'une série de dix tableaux sur les travaux d'Hercule commandée par Philippe IV d'Espagne pour le Salon de la Reine du Palais du Buen Retiro. La série se trouve au musée du Prado.